# Častkovce
Častkovce (em alemão: Czastkowitz; húngaro: Császtó) é um município da Eslováquia, situado no distrito de Nové Mesto nad Váhom, na região de Trenčín. Tem 7,57 km² de área e sua população em 2018 foi estimada em 1.532 habitantes.

## Demografia
| Ano:        | 1994 | 2004   | 2014    | 2024    |
| ----------- | ---- | ------ | ------- | ------- |
| Broj ljudi: | 987  | 1014   | 1263    | 1719    |
| Razlika:    |      | +2,73% | +24,55% | +36,10% |

| Ano:               | 2023 | 2024   |
| ------------------ | ---- | ------ |
| Número de pessoas: | 1705 | 1719   |
| Diferença:         |      | +0,82% |